# Reno Strand
Reno Oscar Strand (Erie, 14 maggio 1909 – Erie, 27 giugno 1988) è stato un cestista e allenatore di pallacanestro statunitense, professionista nella NBL.

## Carriera
Giocò per una stagione nella NBL, disputando 15 partite con 2,8 punti di media.